# Castalius stempfferi
Castalius stempfferi är en fjärilsart som beskrevs av Kiellard 1976. Castalius stempfferi ingår i släktet Castalius och familjen juvelvingar. Inga underarter finns listade i Catalogue of Life.